# Condado de Richland (Ohio)
El condado de Richland (en inglés: Richland County), fundado en 1808, es uno de 88 condados del estado estadounidense de Ohio. En el año 2000, el condado tenía una población de 128,852 habitantes y una densidad poblacional de 100 personas por km². La sede del condado es Mansfield. El condado recibe su nombre en honor a la descripción de las ricas tierras de la región.

## Geografía
Según la Oficina del Censo, el condado tiene un área total de 1,296 km², de la cual 1,287 km² es tierra y 9 km² (0.69%) es agua.

### Condados adyacentes
- Condado de Huron (norte)
- Condado de Ashland (este)
- Condado de Knox (sur)
- Condado de Morrow (suroeste)
- Condado de Crawford (oeste)

## Demografía
Según la Oficina del Censo en 2000, los ingresos medios por hogar en el condado eran de $37,397, y los ingresos medios por familia eran $45,036. Los hombres tenían unos ingresos medios de $35,425 frente a los $22,859 para las mujeres. La renta per cápita para el condado era de $18,582. Alrededor del 5.60% de la población estaban por debajo del umbral de pobreza.

## Municipalidades

### Ciudades
| - Crestline (parte) - Galion (parte) | - Mansfield - Ontario | - Shelby |

### Villas
| - Bellville - Butler | - Lexington - Lucas | - Plymouth (parte) - Shiloh |

### Áreas no incorporadas
| - Adario - Alta - Amoy - Bangorville - Bethlehem - Coulter - Crimson - Culler Mill | - Darlington - East Mansfield - Epworth - Fleming Falls - Ganges - Hanley Village - Hastings - Lincoln Heights | - Little Washington - Lockhart - London - Millsboro - Olivesburg - Pavonia - Pinhook - Planktown | - Rome - Shenandoah - Spring Mill - Taylortown - Vernon Junction - Washington - Windsor - Wooster Heights |

### Municipios
El condado de Richland está dividido en 18 municipios:
| - Blooming Grove - Butler - Cass - Franklin - Jackson - Jefferson | - Madison - Mifflin - Monroe - Perry - Plymouth - Sandusky | - Sharon - Springfield - Troy - Washington - Weller - Worthington |